# Список картин Едварда Гоппера
Список картин американського художника Едварда Гоппера. До списку включені також офорти та деякі малюнки митця.
| Назва                                    | Оригінальна назва                          | Рік створення | Техніка                                                  | Місцезнаходження                                                           | Картина                                                                    |
| ---------------------------------------- | ------------------------------------------ | ------------- | -------------------------------------------------------- | -------------------------------------------------------------------------- | -------------------------------------------------------------------------- |
| Арлекін і дама у вечірній сукні          | Harlequin and Lady in Evening Dress        | бл. 1900      | Картон, акварель                                         | Музей американського мистецтва Вітні                                       | Файл:Edward Hopper - Harlequin and Lady in Evening Dress (1900).jpg        |
| Етюд фігури, яка сидить на сходинках     | Study of a Figure Sitting on Steps         | бл. 1900      | Картон, чорнило, акварель, графітовий олівець            | Музей американського мистецтва Вітні                                       | Файл:Edward Hopper - Study of a Figure Sitting on Steps (1900).jpg         |
| Етюд чоловіка, який малює перед будинком | Study of Man Sketching in Front of a House | бл. 1900      | Папір, крейда, чорнило, акварель графітовий олівець      | Музей американського мистецтва Вітні                                       | Файл:Edward Hopper - Study of Man Sketching in Front of a House (1900).jpg |
| Дівчинка-голландка                       | Dutch Girl                                 | 1900          | Полотно, олія                                            | Музей американського мистецтва Вітні                                       | Файл:Edward Hopper - Dutch Girl (1900).jpg                                 |
| Сатана в червоному                       | Satan in Red                               | 1900          | Картон, олія                                             | Музей американського мистецтва Вітні                                       | Файл:Edward Hopper - Satan in Red (1900).jpg                               |
| Індіанський вождь стоячи                 | Standing Indian Chief                      | 1901          | Полотно, олія                                            | Музей американського мистецтва Вітні                                       | Файл:Edward Hopper - Standing Indian Chief (1901).jpg                      |
| Художник та модель                       | Painter and Model                          | 1902–1904     | Полотно, олія                                            | Музей американського мистецтва Вітні                                       |                                                                            |
| Міст у Парижі                            | Bridge in Paris                            | 1906          | Полотно, олія                                            | Музей американського мистецтва Вітні                                       |                                                                            |
| Міст Мистецтв                            | Le Pont des Arts                           | 1907          | Полотно, олія                                            | Музей американського мистецтва Вітні                                       |                                                                            |
| Після полудня у червні                   | Après-midi de juin                         | 1907          | Полотно, олія                                            | Музей американського мистецтва Вітні                                       |                                                                            |
| Пральня біля мосту Руаяль                | Les lavoirs à Pont Royal                   | 1907          | Полотно, олія                                            | Музей американського мистецтва Вітні                                       |                                                                            |
| Лувр і човнова пристань                  | Louvre and Boat Landing                    | 1907          | Полотно, олія                                            | Музей американського мистецтва Вітні                                       |                                                                            |
| Залізнична станція                       | The El Station                             | 1907          | Полотно, олія                                            | Музей американського мистецтва Вітні                                       |                                                                            |
| Залізничний состав                       | Railroad Train                             | 1908          | Полотно, олія                                            | Галерея американського мистецтва Аддісон                                   |                                                                            |
| Літній інтер'єр                          | Summer Interior                            | 1909          | Полотно, олія                                            | Музей американського мистецтва Вітні                                       |                                                                            |
| Лувр під час грози                       | The Louvre in a Thunderstorm               | 1909          | Полотно, олія                                            | Музей американського мистецтва Вітні                                       |                                                                            |
| Міст Руаяль                              | Le Pont Royal                              | 1909          | Полотно, олія                                            | Музей американського мистецтва Вітні                                       |                                                                            |
| Набережна Великих Августинців            | Le Quai des Grands Augustins               | 1909          | Полотно, олія                                            | Музей американського мистецтва Вітні                                       |                                                                            |
| Павільйон Флори                          | Le pavillon de Flore                       | 1909          | Полотно, олія                                            | Музей американського мистецтва Вітні                                       |                                                                            |
| Бістро (Винний магазин)                  | The Wine Shop                              | 1909          | Полотно, олія                                            | Музей американського мистецтва Вітні                                       |                                                                            |
| Вітрильний спорт                         | Sailing                                    | 1911          | Полотно, олія                                            | Музей мистецтв Карнегі                                                     |                                                                            |
| Американське село                        | American Village                           | 1912          | Полотно, олія                                            | Музей американського мистецтва Вітні                                       |                                                                            |
| Сквом Лайт                               | Squam Light                                | 1912          | Полотно, олія                                            | Приватне зібрання                                                          |                                                                            |
| Синя ніч                                 | Soir bleu                                  | 1914          | Полотно, олія                                            | Музей американського мистецтва Вітні                                       |                                                                            |
| Дорога в Мені                            | Road in Maine                              | 1914          | Полотно, олія                                            | Музей американського мистецтва Вітні                                       |                                                                            |
| Ніч у потязі                             | Night on the El Train                      | 1918          | Офорт                                                    | Музей мистецтва Метрополітен                                               |                                                                            |
| Ніч у потязі                             | Night on the El Train                      | 1918          | Офорт                                                    | Приватне зібрання                                                          |                                                                            |
| Блекхед, Монхеган                        | Blackhead, Monhegan                        | 1916–1919     | Полотно, олія                                            | Музей американського мистецтва Вітні                                       |                                                                            |
| Сходи                                    | Stairways                                  | 1919          | Полотно, олія                                            | Музей американського мистецтва Вітні                                       |                                                                            |
| Американський пейзаж                     | American Landscape                         | 1920          | Офорт                                                    | Музей мистецтв Філадельфії                                                 |                                                                            |
| Нічні тіні                               | Night Shadows                              | 1921          | Офорт                                                    | Музей американського мистецтва Вітні, Музей мистецтва Метрополітен         |                                                                            |
| Дівчина за швейною машиною               | Girl at Sewing Machine                     | 1921          | Полотно, олія                                            | Музей Тиссена-Борнемісса                                                   | Файл:Edward Hopper - Girl at a Sewing Machine (1921).jpg                   |
| Вечірній вітер                           | Evening Wind                               | 1921          | Офорт                                                    | Музей американського мистецтва Вітні, Музей мистецтва Метрополітен         |                                                                            |
| Нью-Йоркський інтер'єр                   | New York Interior                          | бл. 1921      | Полотно, олія                                            | Музей американського мистецтва Вітні                                       |                                                                            |
| Іст-Сайдський інтер'єр                   | East Side Interior                         | 1922          | Офорт                                                    | Музей американського мистецтва Вітні, Музей мистецтва Метрополітен         |                                                                            |
| Кетбот                                   | Cat Boat                                   | 1922          | Офорт                                                    | Музей мистецтва Метрополітен, Музей сучасного мистецтва (Нью-Йорк)         |                                                                            |
| Нью-Йоркський ресторан                   | New York Restaurant                        | бл. 1922      | Полотно, олія                                            | Маскегонський художній музей                                               |                                                                            |
| Залізнична станція                       | The El Station                             | 1919–1923     | Офорт                                                    | Музей американського мистецтва Вітні                                       |                                                                            |
| Залізничний переїзд                      | Railroad Crossing                          | 1922–1923     | Полотно, олія                                            | Музей американського мистецтва Вітні                                       |                                                                            |
| Локомотив                                | The Locomotive                             | 1922–1923     | Офорт                                                    | Музей американського мистецтва Вітні, Музей сучасного мистецтва (Нью-Йорк) |                                                                            |
| Самотній будинок                         | The Lonely House                           | 1922–1923     | Офорт                                                    | Музей мистецтва Метрополітен, Музей сучасного мистецтва (Нью-Йорк)         |                                                                            |
| Житлові будинки                          | Apartment Houses                           | 1923          | Полотно, олія                                            | Пенсільванська академія образотворчих мистецтв                             |                                                                            |
| Біля укріплень                           | Drawing for «Aux Fortifications»           | 1923          | Вугілля, біла крейда та графіт на бристольському картоні | Пенсільванська академія образотворчих мистецтв                             |                                                                            |
| Біля укріплень                           | Aux Fortifications                         | 1923          | Офорт                                                    | Музей мистецтва Метрополітен, Музей сучасного мистецтва (Нью-Йорк)         |                                                                            |
| Мансарда                                 | The Mansard Roof                           | 1923          | Папір, акварель                                          | Бруклінський музей                                                         |                                                                            |
| Інтер'єр при місячному світлі            | Moonlight Interior                         | 1923          | Полотно, олія                                            |                                                                            |                                                                            |
| Будинок біля залізниці                   | House by the Railroad                      | 1925          | Полотно, олія                                            | Музей сучасного мистецтва (Нью-Йорк)                                       |                                                                            |
| Будинок на ранчо, Санта-Фе               | Ranch House, Santa Fe                      | 1925          | Акварель                                                 | Музей мистецтва Вільямс-коледжу                                            |                                                                            |
| Неділя                                   | Sunday                                     | 1926          | Полотно, олія                                            | Зібрання Філліпс                                                           |                                                                            |
| Універсалістська церква                  | Universalist Church                        | 1926          | Ватман, акварель, олівець                                | Художній музей Принстонського університету                                 |                                                                            |
| Аптека                                   | Drug Store                                 | 1927          | Полотно, олія                                            | Музей витончених мистецтв (Бостон)                                         |                                                                            |
| Маяковий пагорб, Кейп-Елізабет           | Lighthouse Hill                            | 1927          | Полотно, олія                                            | Далласький музей мистецтв                                                  |                                                                            |
| Будинок капітана Аптона                  | Captain Upton's House                      | 1927          | Полотно, олія                                            | Приватне зібрання                                                          |                                                                            |
| Станція берегової охорони                | Coast Guard Station                        | 1927          | Полотно, олія                                            | Монтклерський художній музей                                               |                                                                            |
| Станція берегової охорони, Ту Лайтс, Мен | Coast Guard Station, Two Lights, Maine     | 1927          | Папір, акварель, гуаш, вугілля                           | Музей мистецтва Метрополітен                                               |                                                                            |
| Маяк в Ту Лайтс                          | Light at Two Lights                        | 1927          | Папір, акварель, графітовий олівець                      | Музей американського мистецтва Вітні                                       |                                                                            |
| Кафе-автомат                             | Automat                                    | 1927          | Полотно, олія                                            | Демойнський художній центр                                                 |                                                                            |
| Двоє в проході                           | Two On The Aisle                           | 1927          | Полотно, олія                                            | Толідський музей мистецтва                                                 |                                                                            |
| Місто                                    | The City                                   | 1927          | Полотно, олія                                            | Музей мистецтва Університету Аризони                                       |                                                                            |
| Нічні вікна                              | Night Windows                              | 1928          | Полотно, олія                                            | Музей сучасного мистецтва (Нью-Йорк)                                       |                                                                            |
| Петля Манхеттенського мосту              | Manhattan Bridge Loop                      | 1928          | Полотно, олія                                            | Галерея американського мистецтва Аддісон                                   |                                                                            |
| Міст з Вільямсбурга                      | From Williamsburg Bridge                   | 1928          | Полотно, олія                                            | Музей мистецтва Метрополітен                                               |                                                                            |
| Острів Блеквелла                         | Blackwell's Island                         | 1928          | Полотно, олія                                            | Музей американського мистецтва Кристал Бріджес                             |                                                                            |
| Вантажні вагони, Глостер                 | Freight Cars, Gloucester                   | 1928          | Полотно, олія                                            | Галерея американського мистецтва Аддісон                                   |                                                                            |
| Захід Сонця на залізниці                 | Railroad Sunset                            | 1929          | Полотно, олія                                            | Музей американського мистецтва Вітні                                       |                                                                            |
| Маяк в Ту Лайтс                          | The Lighthouse at Two Lights               | 1929          | Полотно, олія                                            | Музей мистецтва Метрополітен                                               |                                                                            |
| Чоп суей                                 | Chop Suey                                  | 1929          | Полотно, олія                                            | Приватне зібрання (Колекція Барні А. Ебсворта)                             |                                                                            |
| Автопортрет                              | Self-Portrait                              | 1925–1930     | Полотно, олія                                            | Музей американського мистецтва Вітні                                       |                                                                            |
| Лонг Лег                                 | The Long Leg                               | бл. 1930      | Полотно, олія                                            | Гантінгтонська бібліотека                                                  |                                                                            |
| Рано-вранці в неділю                     | Early Sunday Morning                       | 1930          | Полотно, олія                                            | Музей американського мистецтва Вітні                                       |                                                                            |
| Столи для дам                            | Tables for Ladies                          | 1930          | Полотно, олія                                            | Музей мистецтва Метрополітен                                               |                                                                            |
| Житлові будинки, Іст-Ривер               | Apartment Houses, East River               | 1930          | Полотно, олія                                            | Музей американського мистецтва Вітні                                       |                                                                            |
| Корн Хілл (Труро, Кейп-Код)              | Corn Hill (Truro, Cape Cod)                | 1930          | Полотно, олія                                            | Художній музей МакНей                                                      |                                                                            |
| Пагорби, Південний Труро                 | Hills, South Truro                         | 1930          | Полотно, олія                                            | Клівлендський музей мистецтв                                               |                                                                            |
| Будинок у Провінстауні                   | House in Provincetown                      | 1930          | Акварель                                                 | Музей мистецтва Фреда Джонса молодшого                                     |                                                                            |
| Нью-Йорк, Нью-Гейвен та Гартфорд         | New York, New Haven and Hartford           | 1931          | Полотно, олія                                            | Музей мистецтв Індіанаполіса                                               |                                                                            |
| Номер у готелі                           | Hotel Room                                 | 1931          | Полотно, олія                                            | Музей Тиссена-Борнемісса                                                   |                                                                            |
| Перукарня                                | Barber Shop                                | 1931          | Полотно, олія                                            | Музей мистецтва Ньюбергера                                                 |                                                                            |
| Дахи комори Кобба                        | Roofs of the Cobb Barn                     | 1931          | Папір, акварель                                          | Музей американського мистецтва Кристал Бріджес                             |                                                                            |
| Будинок Дауфіні                          | Dauphinée House                            | 1932          |                                                          | Приватне зібрання (?)                                                      |                                                                            |
| Будинок Дауфіні                          | Dauphinée House                            | 1932          | Полотно, олія                                            | Приватне зібрання (?)                                                      |                                                                            |
| Кімната в Нью-Йорці                      | Room in New York                           | 1932          | Полотно, олія                                            | Музей мистецтва Шелдон                                                     |                                                                            |
| Робінії                                  | Locust Trees                               | 1932          | Ватман, акварель, графітовий олівець                     | Галерея американського мистецтва Аддісон                                   |                                                                            |
| Комори Кобба, Південний Труро            | Cobb's Barns, South Truro                  | 1930–1933     | Полотно, олія                                            | Музей американського мистецтва Вітні                                       |                                                                            |
| Східний вітер над Віхокеном              | East Wind Over Weehawken                   | 1934          | Полотно, олія                                            | Пенсільванська академія образотворчих мистецтв                             |                                                                            |
| Будинок у сутінках                       | House at Dusk                              | 1935          | Полотно, олія                                            | Художній музей Вірджинії                                                   |                                                                            |
| Міст Макомбс-Дем (Міст дамби Макомба)    | Macomb's Dam Bridge                        | 1935          | Полотно, олія                                            | Бруклінський музей                                                         |                                                                            |
| Театр                                    | The Circle Theater                         | 1936          | Полотно, олія                                            | Приватне зібрання                                                          |                                                                            |
| Джо малює                                | Jo Painting                                | 1936          | Полотно, олія                                            | Музей американського мистецтва Вітні                                       |                                                                            |
| Кейп-Код після полудня                   | Cape Cod Afternoon                         | 1936          | Полотно, олія                                            | Музей мистецтва Карнегі                                                    |                                                                            |
| Театр Шерідана                           | The Sheridan Theater                       | 1937          | Полотно, олія                                            | Ньюаркський музей                                                          |                                                                            |
| Вайт-Ривер у Шероні                      | White River at Sharon                      | 1937          | Папір, акварель, олівець                                 | Смітсонівський музей американського мистецтва                              |                                                                            |
| Гирло Памет-Ривер — відплив              | Mouth of Pamet River — Fall Tide           | 1937          | Акварель                                                 | Приватне зібрання                                                          |                                                                            |
| Купейний вагон                           | Compartment C, Car 293                     | 1938          | Полотно, олія                                            | Зібрання корпорації IBM                                                    |                                                                            |
| Кінна доріжка                            | Bridle Path                                | 1939          | Полотно, олія                                            | Приватне зібрання                                                          |                                                                            |
| Нью-йоркський кінотеатр                  | New York Movie                             | 1939          | Полотно, олія                                            | Музей сучасного мистецтва (Нью-Йорк)                                       |                                                                            |
| Увечері на Кейп-Код                      | Cape Cod Evening                           | 1939          | Полотно, олія                                            | Національна галерея мистецтва                                              |                                                                            |
| Велика хвиля                             | Ground Swell                               | 1939          | Полотно, олія                                            | Галерея мистецтва Коркоран                                                 |                                                                            |
| Заправка                                 | Gas                                        | 1940          | Полотно, олія                                            | Музей сучасного мистецтва (Нью-Йорк)                                       |                                                                            |
| Офіс пізно ввечері                       | Office at Night                            | 1940          | Полотно, олія                                            | Центр мистецтв Вокера                                                      |                                                                            |
| Навітряний берег                         | The Lee Shore                              | 1941          | Полотно, олія                                            | Приватне зібрання                                                          |                                                                            |
| Опівнічники                              | Nighthawks                                 | 1942          | Полотно, олія                                            | Чиказький художній інститут                                                |                                                                            |
| Світанок у Пенсильванії                  | Dawn in Pennsylvania                       | 1942          | Полотно, олія                                            | Фонд американського мистецтва «Терра» (Чикаго)                             |                                                                            |
| Вестибюль готелю                         | Hotel Lobby                                | 1943          | Полотно, олія                                            | Музей мистецтв Індіанаполіса                                               |                                                                            |
| Літо                                     | Summertime                                 | 1943          | Полотно, олія                                            | Художній музей Делавера                                                    |                                                                            |
| Особняк Салтілло                         | Saltillo Mansion                           | 1943          | Папір, акварель                                          | Музей мистецтва Метрополітен                                               |                                                                            |
| Безлюдність                              | Solitude                                   | 1944          | Полотно, олія                                            | Приватне зібрання                                                          |                                                                            |
| Ранок у місті                            | Morning in a City                          | 1944          | Полотно, олія                                            | Музей мистецтва Вільямс-коледжу                                            |                                                                            |
| Номери для туристів                      | Rooms for Tourists                         | 1945          | Полотно, олія                                            | Художня галерея Єльського університету                                     |                                                                            |
| Серпень у місті                          | August in the City                         | 1946          | Полотно, олія                                            | Музей мистецтва Нортона                                                    |                                                                            |
| Джо у Вайомінзі                          | Jo in Wyoming                              | 1946          | Папір, акварель, графітовий олівець                      | Музей американського мистецтва Вітні                                       |                                                                            |
| Місто наближається                       | Approaching a City                         | 1946          | Полотно, олія                                            | Зібрання Філліпса                                                          |                                                                            |
| Паласіо                                  | El Palacio                                 | 1946          | Папір, акварель, графітовий олівець                      | Музей американського мистецтва Вітні                                       |                                                                            |
| Літній вечір                             | Summer Evening                             | 1947          | Полотно, олія                                            | Приватне зібрання                                                          |                                                                            |
| Шахтарське містечко в Пенсильванії       | Pennsylvania Coal Town                     | 1947          | Полотно, олія                                            | Батлерський інститут американського мистецтва                              |                                                                            |
| Сьома ранку                              | Seven A.M.                                 | 1948          | Полотно, олія                                            | Музей американського мистецтва Вітні                                       |                                                                            |
| Опівдні                                  | High Noon                                  | 1949          | Полотно, олія                                            | Дейтонський художній інститут                                              |                                                                            |
| Нарада ввечері                           | Conference at Night                        | 1949          | Полотно, олія                                            | Вічитанський художній музей                                                |                                                                            |
| Сходи                                    | Stairway                                   | 1949          | Полотно, олія                                            | Музей американського мистецтва Вітні                                       |                                                                            |
| Ранок на Кейп-Код                        | Cape Cod Morning                           | 1950          | Полотно, олія                                            | Смітсонівський музей американського мистецтва                              |                                                                            |
| Портрет Орлеана                          | Portrait of Orleans                        | 1950          | Полотно, олія                                            | Музей де Янга                                                              |                                                                            |
| Номери біля моря                         | Rooms by the Sea                           | 1951          | Полотно, олія                                            | Художня галерея Єльського університету                                     |                                                                            |
| Перший ряд біля оркестру                 | First Row Orchestra                        | 1951          | Полотно, олія                                            | Музей Гіршгорна і сад скульптур                                            |                                                                            |
| Вранішнє сонце                           | Morning Sun                                | 1952          | Полотно, олія                                            | Музей мистецтва Колумбуса                                                  |                                                                            |
| Готель біля залізниці                    | Hotel by a Railroad                        | 1952          | Полотно, олія                                            | Музей Гіршгорна і сад скульптур                                            |                                                                            |
| Спостерігачі моря                        | Sea Watchers                               | 1952          | Полотно, олія                                            | Приватне зібрання                                                          |                                                                            |
| Офіс у маленькому місті                  | Office in a Small City                     | 1953          | Полотно, олія                                            | Музей мистецтва Метрополітен                                               |                                                                            |
| Сонячне світло у місті                   | City Sunlight                              | 1954          | Полотно, олія                                            | Музей Гіршгорна і сад скульптур                                            |                                                                            |
| Ранок у Південній Кароліні               | South Carolina Morning                     | 1955          | Полотно, олія                                            | Музей американського мистецтва Вітні                                       |                                                                            |
| Вікно готелю                             | Hotel Window                               | 1956          | Полотно, олія                                            | Зібрання журналу «Форбс»                                                   |                                                                            |
| Чотирирядна дорога                       | Four Lane Road                             | 1956          | Полотно, олія                                            | Приватне зібрання                                                          |                                                                            |
| Сонячне світло в Браунстоунс             | Sunlight on Brownstones                    | 1956          | Полотно, олія                                            | Бруклінський музей                                                         |                                                                            |
| Мотель на заході                         | Western Motel                              | 1957          | Полотно, олія                                            | Художня галерея Єльського університету                                     |                                                                            |
| Сонячне світло в кафетерії               | Sunlight in a Cafeteria                    | 1958          | Полотно, олія                                            | Художня галерея Єльського університету                                     |                                                                            |
| Екскурс у філософію                      | Excursion into Philosophy                  | 1959          | Полотно, олія                                            | Приватне зібрання                                                          |                                                                            |
| Другий поверх у сонячному світлі         | Second Story Sunlight                      | 1960          | Полотно, олія                                            | Музей американського мистецтва Вітні                                       |                                                                            |
| Люди у сонячних променях                 | People in the Sun                          | 1960          | Полотно, олія                                            | Смітсонівський музей американського мистецтва                              |                                                                            |
| Жінка у сонячних променях                | A Woman in the Sun                         | 1961          | Полотно, олія                                            | Музей американського мистецтва Вітні                                       |                                                                            |
| Нью-йоркський офіс                       | New York Office                            | 1962          | Полотно, олія                                            | Музей витончених мистецтв Монтгомері                                       |                                                                            |
| Антракт                                  | Intermission                               | 1963          | Полотно, олія                                            | Музей сучасного мистецтва Сан-Франциско                                    |                                                                            |
| Сонячне світло в порожній кімнаті        | Sun in an Empty Room                       | 1963          | Полотно, олія                                            | Приватне зібрання                                                          |                                                                            |
| Сидячий вагон                            | Chair Car                                  | 1965          | Полотно, олія                                            | Приватне зібрання                                                          |                                                                            |
| Два комедіанта                           | Two Comedians                              | 1965          | Полотно, олія                                            | Приватне зібрання (Колекція Сінатри)                                       |                                                                            |